# 托马斯·安德鲁·奈特
托马斯·安德鲁·奈特 FRS（Thomas Andrew Knight 1759年8月12日—1838年5月11日）是一名英格兰园艺家、植物学家，1811年至1838年间任伦敦园艺学会（皇家园艺学会的前身）的首任会长，曾获科普利奖章。

## 生平

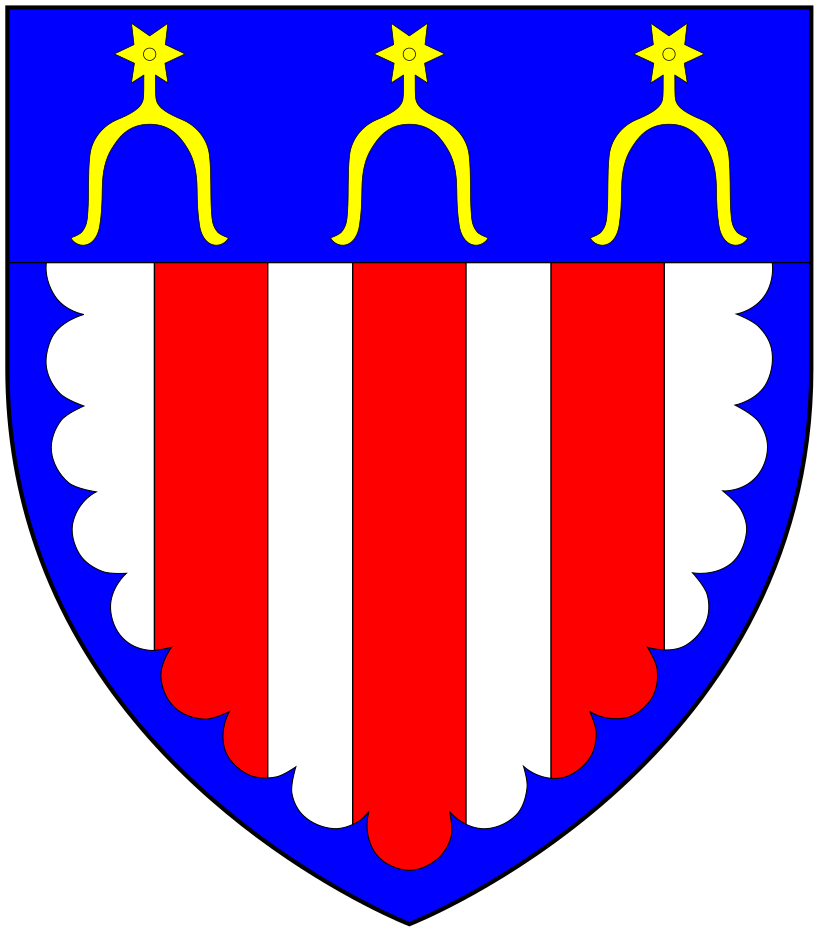
徽章

他出生于赫里福德郡沃姆斯利格兰治（Wormsley Grange），父亲是一名牧师，他的长兄理查德·佩恩·奈特是一名艺术品收藏家，一生未婚，他从长兄那里继承了克罗夫特城堡和唐顿城堡。他曾就读于牛津大学贝利奥尔学院，毕业后从事园艺工作，用继承来的土地培育各种植物并进行实验。通过对豌豆的研究，他发现了很多与孟德尔一致的结论，但没能寻根溯源。经过约瑟夫·班克斯推荐，他在1811年至1838年间任皇家园艺学会第二任会长。
1838年，奈特去世，葬在故乡的圣玛丽教堂中，墓碑现在是二级登录建筑。